# Chuuk
Chuuk, voorheen Truk, Ruk, Hogoleu, Torres, Ugulat, en Lugulus, is een deelstaat van Micronesië, bestaande uit 294 eilanden, meer dan enige andere staat in het land.
Chuuk is de volkrijkste staat van de Micronesische federatie. Ook de grootste stad van het land, Weno met 17.624 inwoners, ligt in Chuuk. Weno, dat op het gelijknamige eiland ligt, is echter niet de hoofdstad van het land; dat is Palikir in de deelstaat Pohnpei. Tijdens de Tweede Wereldoorlog werden 1200 Nauruaanen naar Chuuk (toen: Truk) verhuisd.
Eilandengroepen die tot de deelstaat Chuuk behoren zijn de
- Chuukeilanden
- Hall-eilanden (Nomwin, Fananu, Murilo en Ruo)
- Namonuito-eilanden (Pisaras, Magur, Ono, Onari, Ulul)
- Pattiw (Pollap, Tamattam, Houk, Poluwat)
- "Eastern Islands" (Nama, Losap, Pis-Losap, Namoluk)
- Martlock eilanden (Ettal, Lukunor, Oneop, Satawan, Kutu, Moch en Ta)

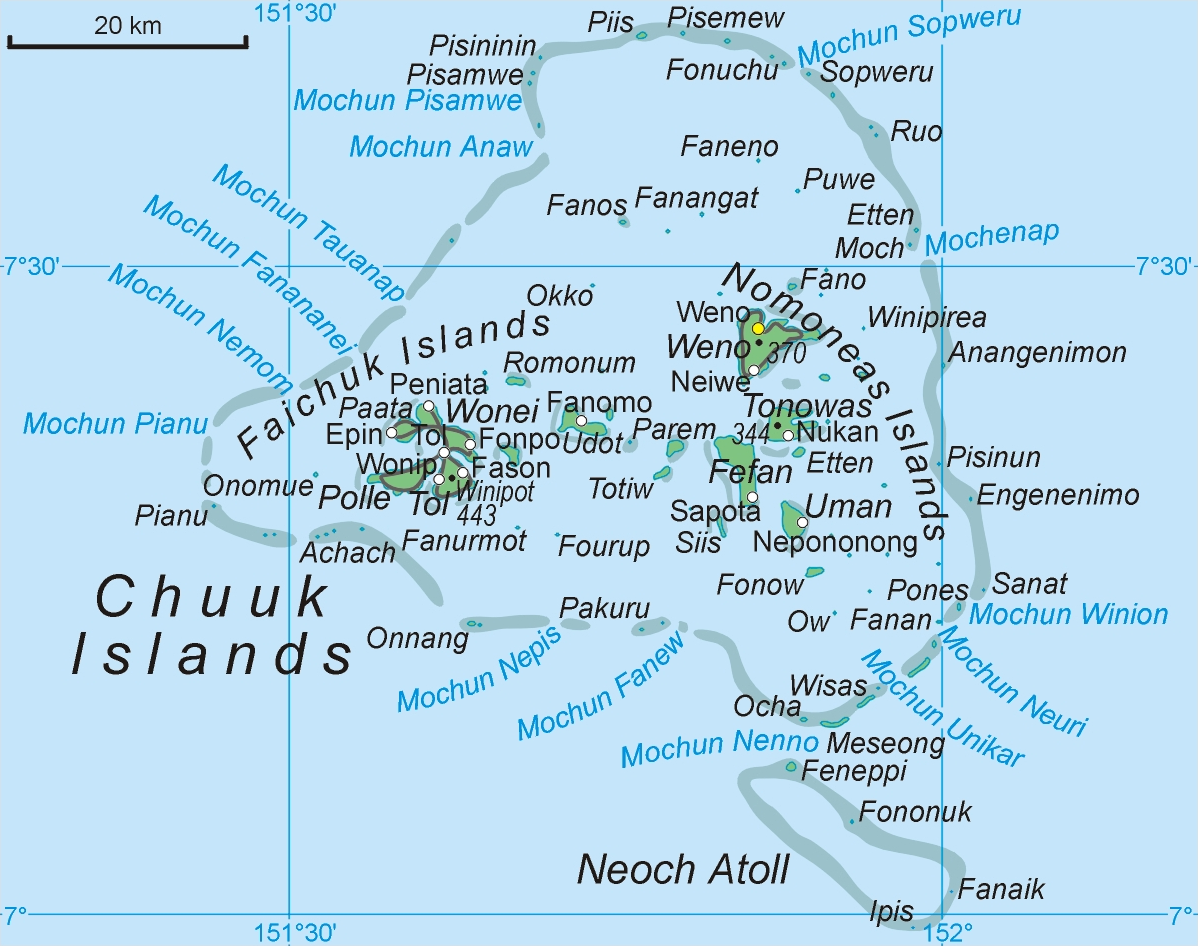
Overzichtskaart van de Chuukeilanden, de belangrijkste archipel in de staat

## Gemeenten
- Dublon
- Eot
- Ettal
- Fala-Beguets
- Fananu
- Fefan
- Kutu
- Losap
- Lukunor
- Magur
- Moch
- Moen
- Murilo
- Nama
- Namoluk
- Nomwin
- Onari
- Oneop
- Ono
- Param
- Pis-Losap
- Pisaras
- Pulap
- Pulusuk
- Puluwat
- Romanum
- Ruo
- Satawan
- Ta
- Tamatam
- Tol
- Tsis
- Udot
- Ulul
- Uman

Chuuk · Kosrae · Pohnpei · Yap